# Tasche (Kleidung)

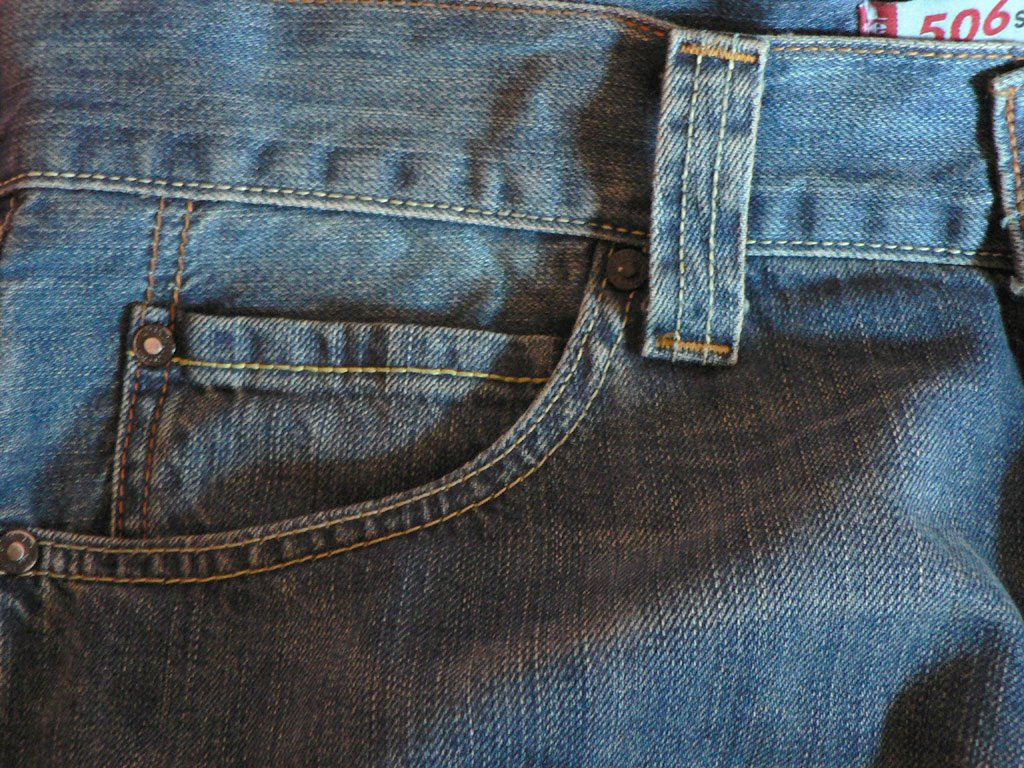
Hosentaschen an einer Jeans

Eine Tasche ist in ein Kleidungsstück eingenähter oder an etwas angenähter kleiner Beutel zum Mitführen kleinerer Gegenstände oder auch zum Einstecken eines Stofftuches zur Zierde.
Der Begriff Tasche bezüglich der an oder in der Kleidung befindlichen Behältnisse ist ein aus dem Norddeutschen eingebürgerter Begriff. In den schwäbisch-alemannischen Sprachregionen spricht man auch von Seckel oder Säckel (einem kleinen Sack). Der Begriff ist in Abwandlungen (Säckchesack, Säckchedasch) bis in den südhessischen Teil der fränkischen Sprachregion verbreitet. Kleidungstaschen gibt es in Europa erst ab dem 16. Jahrhundert, davor dienten Bauch- oder Gürteltaschen zur Aufbewahrung kleinerer Alltagsgegenstände.

## Arten von Taschen
Es wird unterschieden zwischen
- aufgesetzter Tasche
- aufgenähter Tasche
- eingeschnittener Tasche

Je nach Einsatz in verschiedene Kleidungsstücke spricht man von
- Hosentasche
- Jacken- oder Manteltasche, speziell
  - Billetttasche
- Rocktasche

## Redensarten
Es gibt zahlreiche Redensarten, die sich auf die Kleidungstasche beziehen:

- ... die eigenen Taschen füllen/wirtschaften ... = sich unrechtmäßig bereichern
- ... die Hand auf der Tasche haben ... = sich ungern von seinem Geld trennen
- ... jemandem auf der Tasche liegen ... = von jemandem finanziell unterstützt werden
- ... jemandem das Geld aus der Tasche ziehen ... = jemanden ausnützen oder ausnehmen
- ... tief in die Tasche greifen müssen ... = teuer für etwas bezahlen müssen
- ... jemanden in die Tasche stecken ... = jemandem überlegen sein